# Jamie Murray
Jamie Robert Murray, OBE (* 13. února 1986 Dunblane, Skotsko) je britský tenista ze Skotska, vítěz smíšených čtyřher ve Wimbledonu 2007 a 2017, rovněž jako na US Open 2017, 2018 a 2019. V mužském deblu triumfoval na Australian Open 2016 a US Open 2016. Mezi dubnem až červencem 2016 byl devět týdnů světovou jedničkou ve čtyřhře, jakožto první Brit vůbec na čele tenisového žebříčku bez rozdílu soutěže. Jeho mladším bratrem je bývalá světová jednička ve dvouhře Andy Murray.
Ve své dosavadní kariéře vyhrál na okruhu ATP Tour třicet čtyři turnajů ve čtyřhře. První z nich vybojoval s Ericem Butoracem na americkém SAP Open 2007. Na challengerech ATP a okruhu ITF získal celkem šestnáct titulů ve čtyřhře.
Na žebříčku ATP byl nejvýše ve dvouhře klasifikován v květnu 2006 na 834. místě a ve čtyřhře pak v dubnu 2016 na 1. místě. Od června 2006 ho trénuje Kanaďan Louis Cayer. Součástí týmu je také Alan MacDonald.
Na nejvyšší grandslamové úrovni si v mužské čtyřhře zahrál tři finále v řadě. Na londýnském Wimbledonu 2015 nestačil s Australanem Johnem Peersem na dvojici Jean-Julien Rojer a Horia Tecău. V závěru US Open 2015 podlehli Francouzům Pierru-Huguesovi Herbertovi a Nicolasi Mahutovi. Trofej vybojoval až s Brazilcem Brunem Soaresem na Australian Open 2016. Po boku Srbky Jeleny Jankovićové také ovládl smíšenou čtyřhru Wimbledonu 2007, kde ve finále přehráli pár Jonas Björkman a Alicia Moliková.
V daviscupovém týmu Velké Británie debutoval jako 21letý v roce 2007 čtvrtfinálovým utkáním zóny Evropy a Afriky proti Nizozemsku, když společně s Gregem Rusedskim zdolal pár Robin Haase a Rogier Wassen. Za rozhodnutého stavu pak ještě nastoupil do čtvrtého zápasu série, kde nestačil ve třech sadách na Robina Haaseho. Velká Británie v sérii zvítězila 4:1 na zápasy. V roce 2015 se stal členem vítězného družstva, které pro Spojené království vybojovalo salátovou mísu poprvé od roku 1936. Do roku 2025 v soutěži nastoupil k dvaceti mezistátním utkáním s bilancí 0–1 ve dvouhře a 14–6 ve čtyřhře.
Velkou Británii reprezentoval v deblových soutěžích na Letních olympijských hrách 2008 v Pekingu, londýnských Hrách XXX. olympiády a také na Letní olympiádě 2016 v Riu de Janeiru. Nejdále se probojoval do druhého kola mužské čtyřhry LOH 2008, do níž nastoupil s bratrem Andym Murrayem. Soutěž opustili ve druhém kole po prohře od francouzského páru Arnaud Clément a Michaël Llodra. Ve smíšené čtyřhře Riodejaneirské olympiády vypadl na úvod po boku Johanny Kontaové s pozdějšími olympijskými vítězi Bethanií Mattekovou-Sandsovou a Jackem Sockem.

## Osobní život
Tenis začal hrát ve čtyřech letech, když ho k němu přivedla matka Judy, bývalá skotská reprezentační trenérka. Halový a travnatý dvorec má jako oblíbené povrchy. Ve volném čase hraje rád golf. Je velkým fanouškem fotbalového mužstva Hibernian. Dne 28. října 2010 se oženil za Alejandru Murrayovou, rozenou Gutiérrezovou. Za svědka mu šel bratr Andy.

## Finále na Grand Slamu

### Mužská čtyřhra: 5 (2–3)
| Stav      | rok  | turnaj          | povrch | spoluhráč    | soupeři ve finále                          | výsledek           |
| --------- | ---- | --------------- | ------ | ------------ | ------------------------------------------ | ------------------ |
| Finalista | 2015 | Wimbledon       | tráva  | John Peers   | Jean-Julien Rojer Horia Tecău              | 6–7(5–7), 4–6, 4–6 |
| Finalista | 2015 | US Open         | tvrdý  | John Peers   | Pierre-Hugues Herbert Nicolas Mahut        | 4–6, 4–6           |
| Vítěz     | 2016 | Australian Open | tvrdý  | Bruno Soares | Daniel Nestor Radek Štěpánek               | 2–6, 6–4, 7–5      |
| Vítěz     | 2016 | US Open         | tvrdý  | Bruno Soares | Pablo Carreño Busta Guillermo García-López | 6–2, 6–3           |
| Finalista | 2021 | US Open         | tvrdý  | Bruno Soares | Rajeev Ram Joe Salisbury                   | 6–3, 2–6, 2–6      |

### Smíšená čtyřhra: 8 (5–3)
| Stav      | rok  | turnaj          | povrch | spoluhráčka              | soupeři ve finále                 | výsledek         |
| --------- | ---- | --------------- | ------ | ------------------------ | --------------------------------- | ---------------- |
| Vítěz     | 2007 | Wimbledon       | tráva  | Jelena Jankovićová       | Alicia Moliková Jonas Björkman    | 6–4, 3–6, 6–1    |
| Finalista | 2008 | US Open         | tvrdý  | Liezel Huberová          | Cara Blacková Leander Paes        | 6–7(6–8), 4–6    |
| Vítěz     | 2017 | Wimbledon (2)   | tráva  | Martina Hingisová        | Heather Watsonová Henri Kontinen  | 6–4, 6—4         |
| Vítěz     | 2017 | US Open         | tvrdý  | Martina Hingisová        | Čan Chao-čching Michael Venus     | 6–1, 4–6, [10–8] |
| Finalista | 2018 | Wimbledon       | tráva  | Viktoria Azarenková      | Nicole Melicharová Alexander Peya | 6–7(1–7), 3–6    |
| Vítěz     | 2018 | US Open (2)     | tvrdý  | Bettanie Mattek-Sandsová | Alicja Rosolská Nikola Mektić     | 2–6, 6–3, [11–9] |
| Vítěz     | 2019 | US Open (3)     | tvrdý  | Bethanie Mattek-Sandsová | Čan Chao-čching Michael Venus     | 6–2, 6–3         |
| Finalista | 2020 | Australian Open | tvrdý  | Bethanie Mattek-Sandsová | Barbora Krejčíková Nikola Mektić  | 7–5, 4–6, [1–10] |

## Finále na okruhu ATP Tour

### Čtyřhra: 65 (34–31)
| Legenda (před / od 2009)                            |
| --------------------------------------------------- |
| Grand Slam (2–3)                                    |
| Turnaj mistrů (0)                                   |
| ATP Masters Series / ATP Tour Masters 1000 (1–6)    |
| ATP International Series Gold / ATP Tour 500 (9–11) |
| ATP International Series / ATP Tour 250 (22–11)     |

| Finále podle povrchu |
| -------------------- |
| tvrdý (25–22)        |
| antuka (6–5)         |
| tráva (3–4)          |

| Finále podle prostředí |
| ---------------------- |
| venku (23–24)          |
| hala (11–7)            |

| Stav      | č.  | datum              | turnaj                                   | povrch    | spoluhráč     | soupeři ve finále                          | výsledek               |
| --------- | --- | ------------------ | ---------------------------------------- | --------- | ------------- | ------------------------------------------ | ---------------------- |
| Finalista | 1.  | 30. července 2006  | Los Angeles, Spojené státy               | tvrdý     | Eric Butorac  | Bob Bryan Mike Bryan                       | 2–6, 4–6               |
| Finalista | 2.  | 1. října 2006      | Bangkok, Thajsko                         | tvrdý (h) | Andy Murray   | Jonatan Erlich Andy Ram                    | 2–6, 6–2, [4–10]       |
| Vítěz     | 1.  | 18. února 2007     | San José, Spojené státy                  | tvrdý (h) | Eric Butorac  | Chris Haggard Rainer Schüttler             | 7–5, 7–6(8–6)          |
| Vítěz     | 2.  | 25. února 2007     | Memphis, Spojené státy                   | tvrdý (h) | Eric Butorac  | Jürgen Melzer Julian Knowle                | 7–5, 6–3               |
| Vítěz     | 3.  | 23. června 2007    | Nottingham, Spojené království           | tráva     | Eric Butorac  | Joshua Goodall Ross Hutchins               | 4–6, 6–3, [10–5]       |
| Vítěz     | 4.  | 17. února 2008     | Delray Beach, Spojené státy              | tvrdý     | Max Mirnyj    | Bob Bryan Mike Bryan                       | 6–4, 3–6, [10–6]       |
| Finalista | 3.  | 21. dubna 2008     | Estoril, Portugalsko                     | antuka    | Kevin Ullyett | Jeff Coetzee Wesley Moodie                 | 2–6, 6–4, [8–10]       |
| Finalista | 4.  | 16. června 2008    | Nottingham, Spojené království           | tráva     | Jeff Coetzee  | Bruno Soares Kevin Ullyett                 | 2–6, 6–7(5–7)          |
| Vítěz     | 5.  | 7. listopadu 2010  | Valencia, Španělsko                      | tvrdý (h) | Andy Murray   | Maheš Bhúpatí Max Mirnyj                   | 7–6(10–8), 5–7, [10–7] |
| Vítěz     | 6.  | 25. září 2011      | Mety, Francie                            | tvrdý (h) | André Sá      | Lukáš Dlouhý Marcelo Melo                  | 6–4, 7–6(9–7)          |
| Vítěz     | 7.  | 9. října 2011      | Tokio, Japonsko                          | tvrdý     | Andy Murray   | František Čermák Filip Polášek             | 6–1, 6–4               |
| Finalista | 5.  | 5. února 2012      | Montpellier, Francie                     | tvrdý (h) | Paul Hanley   | Nicolas Mahut Édouard Roger-Vasselin       | 4–6, 6–7(4–7)          |
| Vítěz     | 8.  | 13. dubna 2013     | Houston, Spojené státy                   | antuka    | John Peers    | Bob Bryan Mike Bryan                       | 1–6, 7–6(7–3), [12–10] |
| Vítěz     | 9.  | 28. července 2013  | Gstaad, Švýcarsko                        | antuka    | John Peers    | Pablo Andújar Guillermo García-López       | 6–3, 6–4               |
| Vítěz     | 10. | 29. září 2013      | Bangkok, Thajsko                         | tvrdý (h) | John Peers    | Tomasz Bednarek Johan Brunström            | 6–3, 3–6, [10–6]       |
| Finalista | 6.  | 6. října 2013      | Tokio, Japonsko                          | tvrdý     | John Peers    | Rohan Bopanna Édouard Roger-Vasselin       | 6–7(5–7), 4–6          |
| Vítěz     | 11. | 4. května 2014     | Mnichov, Německo                         | antuka    | John Peers    | Colin Fleming Ross Hutchins                | 6–4, 6–2               |
| Finalista | 7.  | 15. června 2014    | Londýn, Spojené království               | tráva     | John Peers    | Alexander Peya Bruno Soares                | 6–4, 6–7(4–7), [4–10]  |
| Finalista | 8.  | 23. srpna 2014     | Winston-Salem, Spojené státy             | tvrdý     | John Peers    | Juan Sebastián Cabal Robert Farah          | 3–6, 4–6               |
| Finalista | 9.  | 27. září 2014      | Kuala Lumpur, Malajsie                   | tvrdý (h) | John Peers    | Marcin Matkowski Leander Paes              | 6–3, 6–7(5–7), [5–10]  |
| Vítěz     | 12. | 11. ledna 2015     | Brisbane, Austrálie                      | tvrdý     | John Peers    | Alexandr Dolgopolov Kei Nišikori           | 6–3, 7–6(7–4)          |
| Finalista | 10. | 15. února 2015     | Rotterdam, Nizozemsko                    | tvrdý (h) | John Peers    | Jean-Julien Rojer Horia Tecău              | 6–3, 3–6, [8–10]       |
| Finalista | 11. | 26. dubna 2015     | Barcelona, Španělsko                     | antuka    | John Peers    | Marin Draganja Henri Kontinen              | 3–6, 7–6(8–6), [9–11]  |
| Finalista | 12. | 11. července 2015  | Wimbledon, Londýn, Spojené království    | tráva     | John Peers    | Jean-Julien Rojer Horia Tecău              | 6–7(5–7), 4–6, 4–6     |
| Vítěz     | 13. | 2. srpna 2015      | Hamburk, Německo                         | antuka    | John Peers    | Juan Sebastián Cabal Robert Farah          | 2–6, 6–3, [10–8]       |
| Finalista | 13. | 12. září 2015      | US Open, New York, Spojené státy         | tvrdý     | John Peers    | Pierre-Hugues Herbert Nicolas Mahut        | 4–6, 4–6               |
| Finalista | 14. | 25. října 2015     | Vídeň, Rakousko                          | tvrdý (h) | John Peers    | Łukasz Kubot Marcelo Melo                  | 6–4, 6–7(3–7), [6–10]  |
| Finalista | 15. | 1. listopadu 2015  | Basilej, Švýcarsko                       | tvrdý (h) | John Peers    | Alexander Peya Bruno Soares                | 5–7, 5–7               |
| Vítěz     | 14. | 16. ledna 2016     | Sydney, Austrálie                        | tvrdý     | Bruno Soares  | Rohan Bopanna Florin Mergea                | 6–3, 7–6(8–6)          |
| Vítěz     | 15. | 30. ledna 2016     | Australian Open, Melbourne, Austrálie    | tvrdý     | Bruno Soares  | Daniel Nestor Radek Štěpánek               | 2–6, 6–4, 7–5          |
| Finalista | 16. | 17. dubna 2016     | Monte Carlo, Monako                      | antuka    | Bruno Soares  | Pierre-Hugues Herbert Nicolas Mahut        | 6–4, 0–6, [6–10]       |
| Finalista | 17. | 31. července 2016  | Toronto, Kanada                          | tvrdý     | Bruno Soares  | Ivan Dodig Marcelo Melo                    | 4–6, 4–6               |
| Vítěz     | 16. | 10. září 2016      | US Open, New York, Spojené státy         | tvrdý     | Bruno Soares  | Pablo Carreño Busta Guillermo García-López | 6–2, 6–3               |
| Finalista | 18. | 14. ledna 2017     | Sydney, Austrálie                        | tvrdý     | Bruno Soares  | Wesley Koolhof Matwé Middelkoop            | 3–6, 5–7               |
| Vítěz     | 17. | 4. března 2017     | Acapulco, Mexiko                         | tvrdý     | Bruno Soares  | John Isner Feliciano López                 | 6–3, 6–3               |
| Vítěz     | 18. | 18. června 2017    | Stuttgart, Německo                       | tráva     | Bruno Soares  | Oliver Marach Mate Pavić                   | 6–7(4–7), 7–5, [10–5]  |
| Vítěz     | 19. | 25. června 2017    | Queen's club, Spojené království         | tráva     | Bruno Soares  | Julien Benneteau Édouard Roger-Vasselin    | 6–2, 6–3               |
| Finalista | 19. | 20. srpna 2017     | Cincinnati, Spojené státy                | tvrdý     | Bruno Soares  | Pierre-Hugues Herbert Nicolas Mahut        | 6–7(6–8), 4–6          |
| Finalista | 20. | 8. srpna 2017      | Tokio, Japonsko                          | tvrdý     | Bruno Soares  | Ben McLachlan Jasutaka Učijama             | 4–6, 6–7(1–7)          |
| Finalista | 21. | 6. ledna 2018      | Dauhá, Katar                             | tvrdý     | Bruno Soares  | Oliver Marach Mate Pavić                   | 2–6, 6–7(6–8)          |
| Vítěz     | 20. | 3. března 2018     | Acapulco, Mexiko                         | tvrdý     | Bruno Soares  | Bob Bryan Mike Bryan                       | 7–6(7–4), 7–5          |
| Finalista | 22. | 24. června 2018    | Queen's Club, Londýn, Spojené království | tráva     | Bruno Soares  | Henri Kontinen John Peers                  | 4–6, 3–6               |
| Vítěz     | 21. | 5. srpna 2018      | Washington, D.C., Spojené státy          | tvrdý     | Bruno Soares  | Mike Bryan Édouard Roger-Vasselin          | 3–6, 6–3, [10–4]       |
| Vítěz     | 22. | 19. srpna 2018     | Cincinnati, Spojené státy                | tvrdý     | Bruno Soares  | Juan Sebastián Cabal Robert Farah          | 4–6, 6–3, [10–6]       |
| Finalista | 23. | 14. října 2018     | Šanghaj, Čína                            | tvrdý     | Bruno Soares  | Łukasz Kubot Marcelo Melo                  | 4–6, 2–6               |
| Vítěz     | 23. | 12. ledna 2019     | Sydney, Austrálie (2)                    | tvrdý     | Bruno Soares  | Juan Sebastián Cabal Robert Farah          | 6–4, 6–3               |
| Finalista | 24. | 28. dubna 2019     | Barcelona, Španělsko                     | antuka    | Bruno Soares  | Juan Sebastián Cabal Robert Farah          | 4–6, 6–7(4–7)          |
| Finalista | 25. | 29. srpna 2020     | New York, Spojené státy                  | tvrdý     | Neal Skupski  | Pablo Carreño Busta Alex de Minaur         | 2–6, 5–7               |
| Finalista | 26. | 1. listopadu 2020  | Vídeň, Rakousko                          | tvrdý (h) | Neal Skupski  | Łukasz Kubot Marcelo Melo                  | 6–7(5–7), 5–7          |
| Vítěz     | 24. | 14. listopadu 2020 | Sofie, Bulharsko                         | tvrdý (h) | Neal Skupski  | Jürgen Melzer Édouard Roger-Vasselin       | bez boje               |
| Vítěz     | 25. | 7. února 2021      | Melbourne, Austrálie                     | tvrdý     | Bruno Soares  | Juan Sebastián Cabal Robert Farah          | 6–3, 7–6(9–7)          |
| Finalista | 27. | 10. září 2021      | US Open, New York, Spojené státy         | tvrdý     | Bruno Soares  | Rajeev Ram Joe Salisbury                   | 6–3, 2–6, 2–6          |
| Vítěz     | 26. | říjen 2021         | Petrohrad, Rusko                         | tvrdý (h) | Bruno Soares  | Hugo Nys Andrej Golubjev                   | 6–3, 6–4               |
| Finalista | 28. | únor 2022          | Rio de Janeiro, Brazílie                 | antuka    | Bruno Soares  | Simone Bolelli Fabio Fognini               | 5–7, 7–6(7–2), [6–10]  |
| Vítěz     | 27. | srpen 2022         | Winston-Salem, Spojené státy             | tvrdý     | Matthew Ebden | Hugo Nys Jan Zieliński                     | 6–4, 6–2               |
| Finalista | 29. | leden 2023         | Adelaide, Austrálie                      | tvrdý     | Michael Venus | Lloyd Glasspool Harri Heliövaara           | 3–6, 6–7(3–7)          |
| Vítěz     | 28. | únor 2023          | Dallas, Spojené státy                    | tvrdý (h) | Michael Venus | Nathaniel Lammons Jackson Withrow          | 1–6, 7–6(7–4), [10–7]  |
| Vítěz     | 29. | duben 2023         | Banja Luka, Bosna a Hercegovina          | antuka    | Michael Venus | Francisco Cabral Oleksandr Nedověsov       | 7–5, 6–2               |
| Vítěz     | 30. | květen 2023        | Ženeva, Švýcarsko                        | antuka    | Michael Venus | Marcel Granollers Horacio Zeballos         | 7–6(8–6), 7–6(7–3)     |
| Finalista | 30. | srpen 2023         | Cincinnati, Spojené státy                | tvrdý     | Michael Venus | Máximo González Andrés Molteni             | 6–3, 1–6, [9–11]       |
| Vítěz     | 31. | září 2023          | Ču-chaj, Čína                            | tvrdý (h) | Michael Venus | Nathaniel Lammons Jackson Withrow          | 6–4, 6–4               |
| Finalista | 31. | říjen 2023         | Tokio, Japonsko                          | tvrdý     | Michael Venus | Rinky Hijikata Max Purcell                 | 4–6, 1–6               |
| Vítěz     | 32. | únor 2024          | Dauhá, Katar                             | tvrdý     | Michael Venus | Lorenzo Musetti Lorenzo Sonego             | 7–6(7–0), 2–6, [10–8]  |
| Vítěz     | 33. | říjen 2024         | Basilej, Švýcarsko                       | tvrdý (h) | John Peers    | Wesley Koolhof Nikola Mektić               | 6–3, 7–5               |
| Vítěz     | 34. | listopad 2024      | Bělehrad, Srbsko                         | tvrdý (h) | John Peers    | Ivan Dodig Skander Mansouri                | 3–6, 7–6(7–5), [11–9]  |

## Chronologie výsledků na Grand Slamu

### Čtyřhra
| Turnaj          | 2006    | 2007    | 2008    | 2009    | 2010    | 2011    | 2012    | 2013    | 2014    | 2015    | 2016    | 2017    | 2018    | 2019    | 2020    | 2021    | 2022    | 2023    | 2024    | 2025    | SR     | V–P    |
| --------------- | ------- | ------- | ------- | ------- | ------- | ------- | ------- | ------- | ------- | ------- | ------- | ------- | ------- | ------- | ------- | ------- | ------- | ------- | ------- | ------- | ------ | ------ |
| Australian Open | A       | 1. kolo | 1. kolo | 1. kolo | A       | 2. kolo | 1. kolo | 1. kolo | 2. kolo | 3. kolo | Vítěz   | 1. kolo | 2. kolo | ČF      | 2. kolo | SF      | 3. kolo | 2. kolo | 1. kolo | 2. kolo | 1 / 18 | 23–17  |
| French Open     | A       | 1. kolo | 1. kolo | 1. kolo | 1. kolo | 2. kolo | 1. kolo | 2. kolo | 3. kolo | 3. kolo | 3. kolo | ČF      | 2. kolo | 1. kolo | ČF      | 3. kolo | 2. kolo | 3. kolo | 2. kolo |         | 0 / 18 | 21–18  |
| Wimbledon       | 1. kolo | 3. kolo | 3. kolo | 1. kolo | 1. kolo | 2. kolo | 2. kolo | 1. kolo | 3. kolo | F       | ČF      | 2. kolo | ČF      | 1. kolo | NH      | 2. kolo | 3. kolo | ČF      | 1. kolo |         | 0 / 18 | 26–18  |
| US Open         | A       | 2. kolo | 1. kolo | A       | A       | 1. kolo | 1. kolo | ČF      | 1. kolo | F       | Vítěz   | ČF      | ČF      | SF      | ČF      | F       | 2. kolo | 2. kolo | 1. kolo |         | 1 / 16 | 34–15  |
| výhry–prohry    | 0–1     | 3–4     | 2–4     | 0–3     | 0–2     | 3–4     | 1–4     | 4–4     | 5–4     | 14–4    | 17–2    | 7–4     | 8–4     | 7–4     | 6–3     | 12–4    | 5–4     | 7–4     | 1–4     | 1–1     | 2 / 70 | 104–68 |

| Legenda | Legenda                                   | Legenda | Legenda                     |
| ------- | ----------------------------------------- | ------- | --------------------------- |
| SR      | poměr vyhraných turnajů ku všem odehraným | W–L V–P | výhry–prohry                |
| NH      | daný rok se turnaj nekonal                | A       | turnaje se hráč nezúčastnil |
| 1Q / LQ | prohra v (kole) kvalifikace               | 1k / 1R | prohra v daném kole turnaje |
| QF / ČF | prohra ve čtvrtfinále                     | SF      | prohra v semifinále         |
| F       | prohra ve finále                          | Vítěz   | vítězství v turnaji         |

## Postavení na konečném žebříčku ATP

### Dvouhra
| Rok    | 2005 | 2006    |
| Pořadí | 923. | ▼ 1098. |

### Čtyřhra
| Rok    | 2003  | 2004   | 2005   | 2006  | 2007  | 2008  | 2009   | 2010  | 2011  | 2012  | 2013  | 2014  | 2015 | 2016 | 2017 | 2018 | 2019  | 2020  | 2021  | 2022  | 2023  | 2024  |
| Pořadí | 1197. | ▲ 937. | ▲ 288. | ▲ 77. | ▲ 32. | ▲ 28. | ▼ 105. | ▲ 57. | ▲ 35. | ▼ 77. | ▲ 30. | ▼ 42. | ▲ 7. | ▲ 4. | ▼ 9. | ▲ 7. | ▼ 23. | ▼ 24. | ▲ 19. | ▼ 36. | ▲ 16. | ▼ 27. |